# Chet Pickard
Pour les articles homonymes, voir Pickard.
Chet Pickard (né le 29 novembre 1989 à Moncton, dans la province du Nouveau-Brunswick au Canada) est un joueur professionnel canadien de hockey sur glace.

## Carrière de joueur
Il est le deuxième choix de première ronde des Predators de Nashville lors du repêchage de 2008 de la Ligue nationale de hockey, le premier étant Colin Wilson. Il évolue alors avec les Americans de Tri-City de la Ligue de hockey de l'Ouest. À sa première saison avec les Americans, il a secondé Carey Price. Les recruteurs tracent d'ailleurs plusieurs similarités entre Carey Price et Chet Pickard, et ce, autant mentalement que physiquement. Chet Pickard est aussi un gardien qui adore contrôler la rondelle derrière son filet, comme Price et Martin Brodeur. Il participe avec l'équipe LHOu au Défi ADT Canada-Russie en 2008.

## Statistiques

### Statistiques de gardien
Les significations des abréviations sont consultables sur l'article consacré aux Statistiques du hockey sur glace.

| 2005-2006 | Americans de Tri-City | LHOu | 26 | 9  | 9  | 1 | 1270 | 62  | 603  | 3 | 2,93 | 89,7 | -  | -  | - | -    | -  | -   | - | -    | -    |
| 2006-2007 | Americans de Tri-City | LHOu | 29 | 17 | 10 | 0 | 1577 | 75  | 769  | 1 | 2,85 | 90,2 | 1  | 0  | 0 | 20   | 1  | 5   | 0 | 3,00 | 80,0 |
| 2007-2008 | Americans de Tri-City | LHOu | 64 | 46 | 12 | 2 | 3779 | 146 | 1785 | 2 | 2,23 | 91,8 | 16 | 11 | 5 | 1010 | 30 | 475 | 3 | 1,78 | 93,7 |
| 2008-2009 | Americans de Tri-City | LHOu | 50 | 35 | 12 | 0 | 2947 | 112 | 1412 | 6 | 2,28 | 92,1 | 11 | 6  | 4 | 650  | 37 | 301 | 0 | 3,41 | 87,7 |
| 2009-2010 | Admirals de Milwaukee | LAH  | 34 | 14 | 16 | 3 | 2024 | 96  | 885  | 1 | 2,85 | 89,2 | 1  | 0  | 0 | 12   | 1  | 10  | 0 | 5,08 | 90,0 |

### Statistiques offensives
Cette section comprend les statistiques comme les buts, assistances et punitions compilées à la fiche du gardien de but.
| 2005-06 | Americans de Tri-City | LHOu | 26 | 0 | 0 | 0 | 8 | -  | - | - | - | - |
| 2006-07 | Americans de Tri-City | LHOu | 29 | 0 | 1 | 1 | 4 | 1  | 0 | 0 | 0 | 0 |
| 2007-08 | Americans de Tri-City | LHOu | 64 | 0 | 0 | 0 | 0 | 16 | 0 | 0 | 0 | 4 |
| 2008-09 | Americans de Tri-City | WHL  | 50 | 0 | 7 | 7 | 8 | 11 | 0 | 0 | 0 | 2 |